# Filosofia indiana

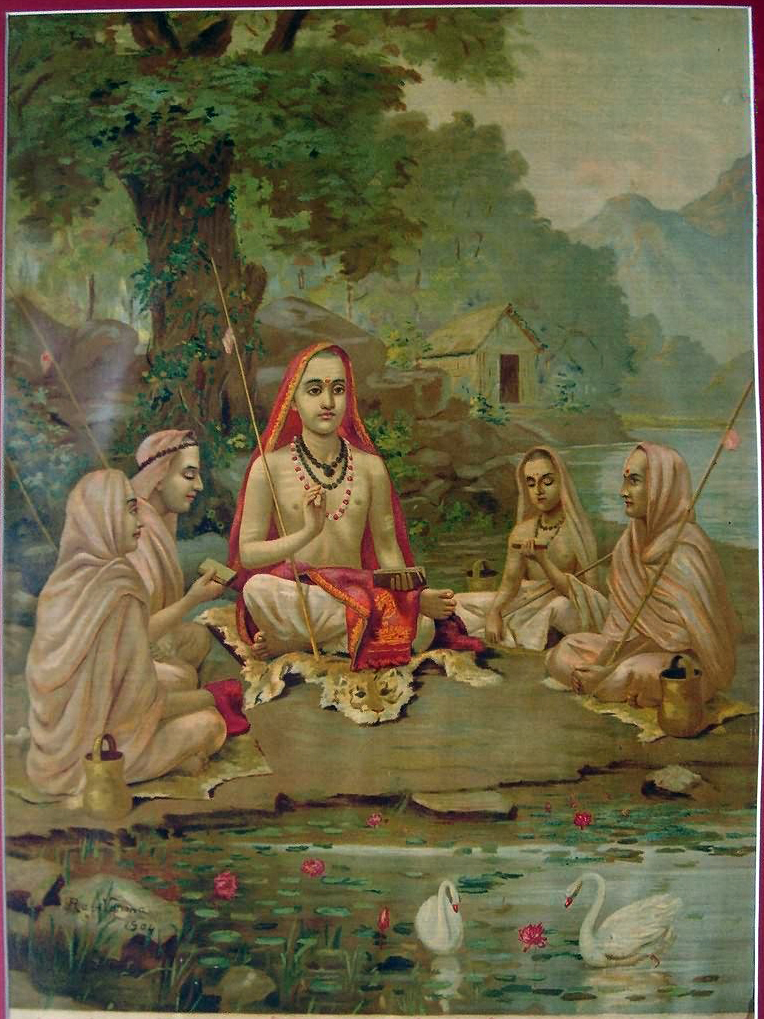
Shânkara (788-820) foi o principal filósofo da escola advaita vedânta, que é um dos ramos da filosofia vedanta

A filosofia indiana se refere ao conjunto de escolas filosóficas que se desenvolveram no subcontinente indiano ao longo da história. A filosofia indiana principiou com a literatura oral que deu origem aos Vedas antes de 1500 a.C. e se desenvolveu ao longo do tempo, sob a forma de comentários, em três grandes linhasː hinduísmo, jainismo e budismo. Uma classificação tradicional hindu divide as escolas de filosofia em ástica e nástica, dependendo de um de três critérios alternativos: se acredita nos Vedas como uma fonte válida de conhecimento; se a escola acredita nas premissas de Bramã e Atmã; e se a escola acredita em vida após a morte e em Devas.
Existem seis grandes escolas de filosofia védica—Niaia, Vaisheshika, Sânquia, Ioga, Mīmāṃsā e Vedanta, e cinco grandes escolas heterodoxas (xramânicas)—jaina, budista, Ājīvika, Ajñana e Charvaca. No entanto, existem outros métodos de classificação; Vidyaranya, por exemplo, identifica dezesseis escolas de filosofia indiana incluindo aquelas que pertencem às tradições xaiva e raseśvara.
A filosofia indiana promoveu extensas discussões sobre ontologia (metafísica, Brahman-Atman, Sunyata-Anatta), meios confiáveis de conhecimento (epistemologia, pramanas), sistema de valores (axiologia) e outros tópicos.

## Fundamentos da filosofia indiana
A palavra sânscrita darshana designa cada concepção distinta da filosofia indiana e significa literalmente “ponto de vista”, pois sua raiz drish tem como sentido principal o de “ver”; ela não pode significar propriamente um “sistema”.
Na Índia antiga, cada divisão do conhecimento estava diretamente relacionada a uma arte e a um modo de vida. O conhecimento não era apenas aprendido por meio de livros, palestras, seminários e debates, mas conquistado por meio do aprendizado ao lado de um mestre competente. Era necessário que o discípulo, se entregasse aos ensinamentos do professor, sendo pré-requisitos básicos a obediência (susrusa) e a fé absoluta (sraddha).
Sendo assim, a filosofia oriental é, sobretudo, acompanhada e amparada pela prática de um estilo de vida: a reclusão monástica, o ascetismo, a meditação, a oração, os exercícios de Yoga são complementares às horas diárias dedicadas aos estudos filosóficos. Esse conhecimento se manifesta sob formas simbólicas, sejam elas divindades ou signos. Neste sentido, a filosofia da Índia está correlacionada à religião e a cultura de forma análoga com que a filosofia ocidental está para as ciências naturais e seus métodos de investigação.

## História

### Hinduísmo
O hinduísmo, que surgiu por volta de 1500 a.C., é um grupo de tradições religiosas e filosóficas que têm, como ponto em comum, o respeito à autoridade dos Vedas e dos Upanixades (comentários dos Vedas). Algumas dessas tradições são as escolas Mimamsa, Samkhya, Yoga, Nyaya, Vaisesika e Vedanta, além dos ensinamentos dos gurus.

### Carvaka
Uma importante escola filosófica materialista e ateia da Índia Antiga foi a escola Carvaka, que desapareceu antes do ano 1000. Ela negava tradicionais elementos do pensamento indiano, como os Vedas, o carma e a reencarnação.

### Jainismo
O jainismo baseia-se nos ensinamentos de Mahavira (599-671 a.C.) e outros Tirthankaras. Prega a não violência (Ahimsa) e diz que o universo é eterno, não existindo, portanto, a figura de um Deus criador. Outros importantes pensadores jainistas foram Umaswati (circa século II a.C.), Kundakunda (circa século I a.C.) e Yasovijaya Gani (1624-1688).

### Budismo
O budismo nasceu no nordeste indiano com Sidarta Gautama (circa 563-483 a.C.). Ele pregava que a extinção das paixões poderia conduzir o ser humano à salvação. Após a morte de Sidarta, destacaram-se dois outros filósofos indianos que deram prosseguimento a seu pensamentoː Nagarjuna (circa 150-250), que fundou a escola maaiana; e Sāntaraksita (725-788).

### Artaxastra
Por volta do século IV a.C., foi escrito o Artaxastra, um tratado sobre filosofia política que é, frequentemente, comparado com O Príncipe, de Nicolau Maquiavel.

### Idade Contemporânea
Com o domínio britânico (1750-1947), vários pensadores e movimentos indianos procuraram adaptar o pensamento tradicional indiano à época contemporâneaː
- Lahiri Mahasaya (1828-1895);
- Ramakrishna (1836-1886);
- Sri Yukteswar Giri (1855-1936);
- Swami Vivekananda (1863-1902), que fez renascer o hinduísmo na Índia;
- Rabindranath Tagore (1861-1941), ganhador do prêmio Nobel de Literatura de 1913;
- Mahatma Gandhi (1869-1948), que popularizou os conceitos indianos de ainsa (não violência) e satyagraha (força da verdade) e que teve um papel notável no processo de independência da Índia (1947);
- Sri Aurobindo (1872-1950), criador do método da ioga integral;
- Ananda Coomaraswamy (1877-1947), notável intérprete da cultura indiana para o ocidente e um dos fundadores da escola perenialista, que afirma a unidade transcendente das religiões.
- Ramana Maharshi (1878-1950);
- Sarvepalli Radhakrishnan (1888-1975);
- Jiddu Krishnamurti (1895-1986);
- Maharishi Mahesh Yogi (1918-2008), o fundador do método da meditação transcendental;
- Rajneesh (1931-1990);
- Shri Mataji Nirmala Devi (1923-2011), a fundadora do método da sahaja yoga;
- Sathya Sai Baba (1926-2011);
- Brahma Kumaris (1937), uma organização não governamental;
- Deepak Chopra (1946), dedicado à medicina alternativa e à meditação;
- Vandana Shiva (1952);
- Mata Amritanandamayi (1953);
- Sri sri Ravishankar (1956).[14]

#### Influência no ocidente
No final do século XVIII, começaram a ser realizadas as primeiras traduções dos livros clássicos indianos para as línguas ocidentais. No início do século XIX, os Upanixades e o budismo muito influenciaram as ideias do filósofo alemão Arthur Schopenhauer. Em meados desse século, o hinduísmo influenciou na formulação da doutrina espírita. No final desse século, o hinduísmo influiu poderosamente na criação da Sociedade Teosófica. Na década de 1950, o budismo influenciou a obra do escritor estadunidense Jack Kerouac. Nas décadas de 1960 e 1970, a filosofia indiana inspirou a contracultura no ocidente. Dessa época em diante, muitos famosos músicos ocidentais foram influenciados por ela, como os Beatles (em especial, o guitarrista George Harrison), John McLaughlin, Carlos Santana, Raul Seixas, Paulo Coelho, Tomaz Lima e Madonna.[carece de fontes?]